# ミンガン (カンクリ部)
ミンガン（モンゴル語: Mingγan、? - 1303年）は、カンクリ部出身で、クビライに仕えた将軍の一人。『元史』などの漢文史料では明安(míngān)と記される。名の「ミンガン」とは、「1千（千人隊長）」の意。
諸族混成部隊たるグユクチ（Güyügči）軍団を率いていたことで知られ、『オルジェイトゥ史』ではグユクチ・ミンガン（Güyügči Mingγan ＞کیوکجی مینکقانک/kuyūkjī mīnkqānk）の名で記録されている。

## 概要
1276年（至元13年）、クビライの命によって「離散して住居を離れた民や、僧侶・道士で籍のない、差徭に当たってない者達」1万人余りを集め、これを「貴赤（グユクチ）」と称して率いることになった。ミンガンはグユクチを率いて職務に精励し、1283年（至元20年）には定遠大将軍・中衛親軍都指揮使の地位を与えられ、1284年（至元21年）にはグユクチ軍を率いて北征した。更に1285年（至元22年）には「貴赤親軍都指揮使司」が設置され、ミンガンはそのダルガチとされた。
同年、ミンガンは8千の兵を率いて北上し、ビシュバリク一帯でカイドゥの軍勢と戦い功績を挙げた。1289年（至元26年）にはベクリンの叛乱を討伐する功績を挙げ、1290年（至元27年）にも賊軍の討伐を行い、奪われた家畜などを奪還した。
1292年（至元29年）には定遠大将軍・貴赤親軍都指揮使司ダルガチに昇格となり、またビシュバリクに現れた賊軍4千を討伐する功績を挙げた。1298年（大徳2年）、ミンガンは再び兵を率いて北上しカイドゥ軍と対峙したが、それから5年後の1303年（大徳7年）に軍中で亡くなった。

## 『東方見聞録』における記述
ヴェネチア出身で大元ウルスまで旅行したマルコ・ポーロもミンガンの存在について言及している。
この記述によると、グユクチは単なる軍事集団であるだけでなく、猟犬の飼育管理を行う集団であったという。実際に、ミンガン同様カンクリ部出身のアシャ・ブカはシバウチ（鷹匠）軍団を率いて武功を挙げ、後にはこのシバウチ軍団を基盤とする広武康里侍衛親軍の指揮官（都指揮使）に任ぜられている。アシャ・ブカのシバウチ軍団（後の康里衛）、ミンガンのグユクチ軍団（後の貴赤衛）はともに平時は大元ウルス皇帝への狩猟奉仕を行い、戦時には特技を活かした特殊訓練部隊を組織する、類似した軍団であったと考えられている。
なお、ミンガンの兄弟バヤンについては『元史』などの漢文史料に全く記述がないが、ポール・ペリオは『集史』「クビライ・カアン紀」に西北方面の武将として記録される人物（綴字が判読困難であるが、ペリオはBayan Güyügčiと読む）と同一人物であろう、と指摘する。

## 子孫
ミンガンにはテゲテイ（帖哥台）とブラルキ（孛蘭奚）という2人の息子がいた。

### テゲテイ
テゲテイは昭勇大将軍・貴赤親軍都指揮使司ダルガチの号を授かり、父のミンガンの後を継いだ。後にはトゥメン（万人隊長）に昇格となり、貴赤親軍の長官職は叔父のトデに任せて自らは中衛親軍都指揮使となり、最終的には銀青栄禄大夫・平章政事の地位にあった。
テゲテイにはブヤン・クリ（普顔忽里）とシャンジュ（善住）という息子がおり、ブヤン・クリは懐遠大将軍・貴赤親軍都指揮使司ダルガチの地位にあった。シャンジュは宿営（ケシク）に入った後、中書直省舎人・諸色人匠ダルガチを歴任し、奉議大夫・僉中衛親軍都指揮使司事の地位にあった。1328年（天暦元年）に「天暦の内乱」が勃発すると、シャンジュはエル・テムル率いる大都派につき、檀州の防御に活躍した。また、その後はノカイら11人の家人とともに遼王トクトの軍勢と戦ってこれを撃退し、84人の捕虜を得て帰還したため、エル・テムルより賞賛されたという。

### ブラルキ
ミンガンの次男をブラルキと言い、昭武大将軍・中衛親軍都指揮使の地位にあった。後に官職は銀青栄禄大夫・太尉にまで至った。『オルジェイトゥ史』には「グユクチ・ミンガンの息子のブラルキ（Buralγi ＞بلارغی/blārghī）」として登場し、バルス・クルに駐屯してチャガタイ・ウルスのクトクの軍勢と対峙していたことが記されている。
ブラルキにはサンウスン（桑兀孫）とキタカイ（乞答海）という2人の子供がおり、最初はサンウスンが後を継いで中衛親軍都指揮使となったが早世したため、弟のキタカイがその地位を継承した。

## カンクリ部ミンガン家
- 貴赤親軍都指揮使司ミンガン（Güyügči Mingγan ＞貴赤明安/guìchì míngān,کیوکجی مینکقانک/kuyūkjī mīnkqānk）
  - テゲテイ（Tegetei ＞帖哥台/tiègētái）
    - 懐遠大将軍ブヤン・クリ（Buyan quli ＞普顔忽里/pŭyánhūlǐ）
    - 中衛親軍都指揮使シャンジュ（Šangǰu ＞善住/shànzhù）

  - ブラルキ（Buralγi ＞孛蘭奚/bólánxī,بلارغی/blārghī）
    - 中衛親軍都指揮使サンウスン（Sangusun ＞桑兀孫/sāngwùsūn）
    - 中衛親軍都指揮使キタカイ（Qitaqai ＞乞答海/qǐdáhǎi）
- バヤン（Bayan Güyügči）